# Amphiura phalerata
Amphiura phalerata is een slangster uit de familie Amphiuridae.
De wetenschappelijke naam van de soort werd in 1874 gepubliceerd door Theodore Lyman.